# The moment of hearing
The moment of hearing is het enige muziekalbum van de Amerikaanse muziekgroep Lift, die zich bewoog in het genre progressieve rock.

## Inleiding
Lift was een band die bestond tussen 1972 en 1979. In die periode verhuisde de band van New Orleans naar Atlanta en onderging tal van personeelswisselingen. Alhoewel de band tal van optredens gaf met eigen werk en covers van bands als Genesis (Watcher of the skies) en Led Zeppelin, wist ze geen platencontract te bemachtigen. De band brak mede daardoor nooit door naar het grote publiek. Desalniettemin komen band en album steeds bovendrijven binnen de niche.
Voordat de band naar Atlanta verhuisde had ze een aantal tracks opgenomen. De uit 1974 stammende opnamen werden in 1977 op een bootleglangspeelplaat geperst onder de titel Cavern of your brains. Die bootleg gaf wel enige bekendheid aan de band, maar dan op een obscure manier. De band wist zelf niet dat die uitgave er was en profiteerde er daardoor nauwelijks van. Cavern werd in 1990 omgezet op compact disc door Syn-Phonic, dat maar bij een kleine schare fans van het genre bekend is/was. Die bracht in 2001 een heruitgave uit, die de titel The moment of hearing meekreeg.
Als referenties werden Yes, Flash en Genesis genoemd, terwijl de samenstelling met Laura Pate (vanwege de vrouwenzangstem) leidde naar Renaissance met Annie Haslam. Vooral de Atlantatracks The waiting room en The masque  zijn vintage elektronische toetsinstrumenten te horen zoals analoge, synthesizers, mellotron en hammondorgel.
Voor de release van het album in 2001 werd een speciale website gelanceerd (Liftsounds.com), die net zo snel weer verdween. Syn-phonic bracht volgens discogs slechts een twintigtal cd’s uit in een periode 1990-2001.

## Musici
- Chip Gremillion – toetsinstrumenten waaronder hammondorgel, mellotron 400, elektrische piano, piano, Moog Music Sonic Six, ARP Odyssey
- Chip Grevemberg – drumstel, percussie
- Richard Huxen - gitaren

Met
- Courtenay Hilton-Green (New Orleans) –zang, dwarsfluit
- Cody Kelleher (New Orleans) – Rickenbacker basgitaar, baspedalen
- Mike Mitchell (Atlanta) – akoestische en elektrisch gitaar, mellotron
- Laura Pate (Atlanta) – zang, ARP Pro-Soloist
- Tony Vaugh (Atlanta) – basgitaar, baspedalen

## Muziek
| Nr. | Titel                                   | Duur  |
| --- | --------------------------------------- | ----- |
| 1.  | Simplicity/Caverns (New Orleans)        | 19:27 |
| 2.  | Buttercup boogie (New Orleans)          | 5:46  |
| 3.  | Tripping over the rainbow (New Orleans) | 11:13 |
| 4.  | Perspectives (Atlanta)                  | 9:35  |
| 5.  | The toast (Atlanta)                     | 5:45  |
| 6.  | The waiting room (Atlanta)              | 5:29  |
| 7.  | The masque (Atlanta)                    | 8:32  |
| 8.  | Wind psalm (Atlanta)                    | 7:51  |

Wind psalm is een onvoltooid nummer van Lift; de band bleef er minstens tot 2000 aan werken en werd als zodanig op de release meegenomen.